# 拿破仑 (北达科他州)
拿破仑（英語：Napoleon），是美国北达科他州下属的一座城市，也是洛根郡郡治。根据2010年美国人口普查，该市有人口792人。2011年估计该市有人口790人，相对于2010年，增长率为0.25%。